# ゾフィエンザール
ゾフィエンザール（ドイツ語: Sofiensäle）、あるいはゾフィーエンザール（Sophiensäle）は、かつてウィーンにあった温水プール施設。冬の間は舞踏会場として使用され、むしろクラシック音楽史上の場所として知られる。2001年に焼失し、複合商業施設として再建された。

## 歴史

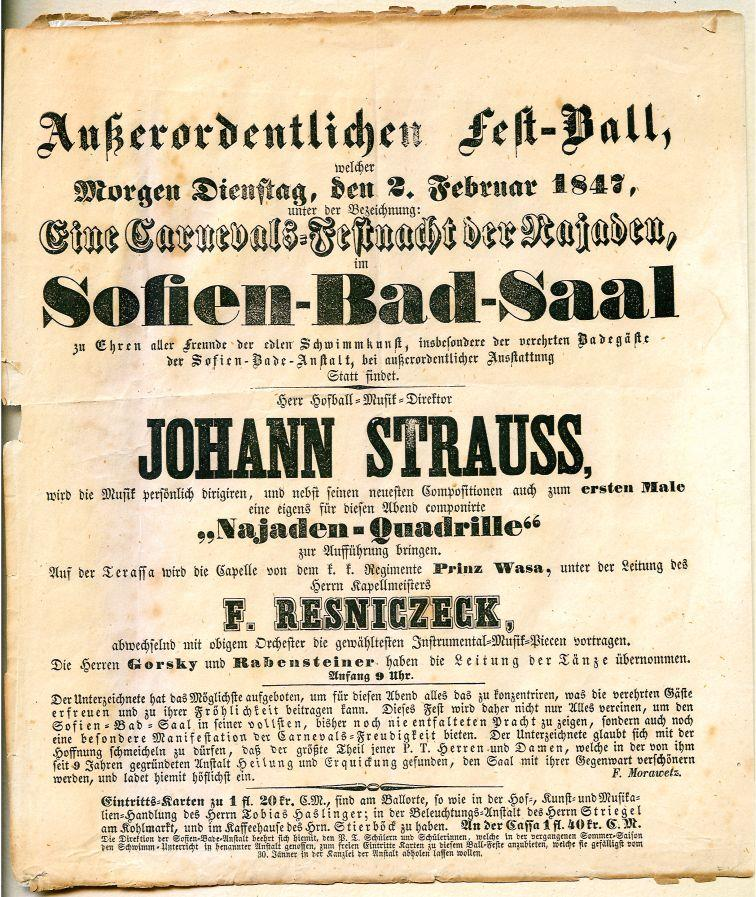
舞踏会場としてのプログラム。指揮はヨハン・シュトラウス2世（1847年）

施設名はオーストリア皇帝フランツ・ヨーゼフ1世の母であるゾフィー大公妃にちなんで付けられた。正式名称はゾフィエン・バート・ザール（Sofien-Bad-Saal）である。「バート（Bad）」とはドイツ語で温泉のことであり、温泉を模した温水プールが備えられていた。
冬場の間は、膨大な光熱費がかかるためにプールとしては使用されず、巨大な空間を活用して期間限定の舞踏会場として使用された。ヨハン・シュトラウス2世の『朝の新聞』や『加速度円舞曲』、ヨーゼフ・シュトラウスの『天体の音楽』、フランツ・レハールの『金と銀』など、多くのワルツ作曲家の新作がここで初演された。
1950年代からは、デッカ・レコードが録音会場として使用し始めた。

## 火事と再建

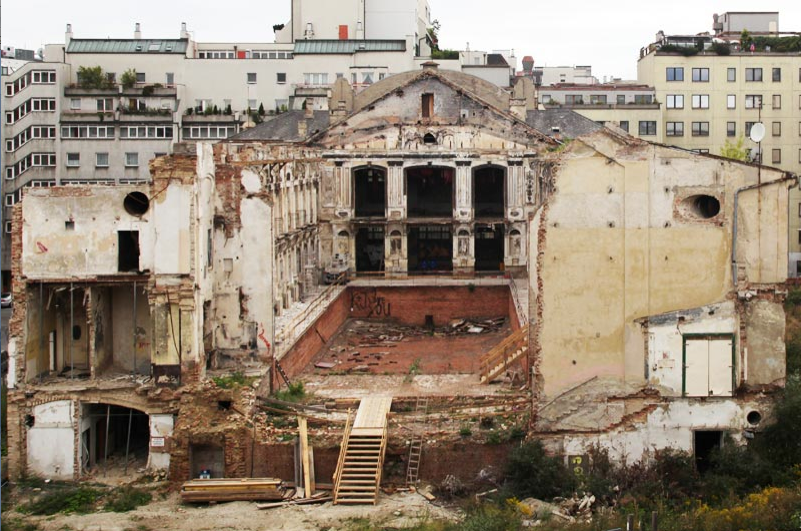
火災後のゾフィエンザール

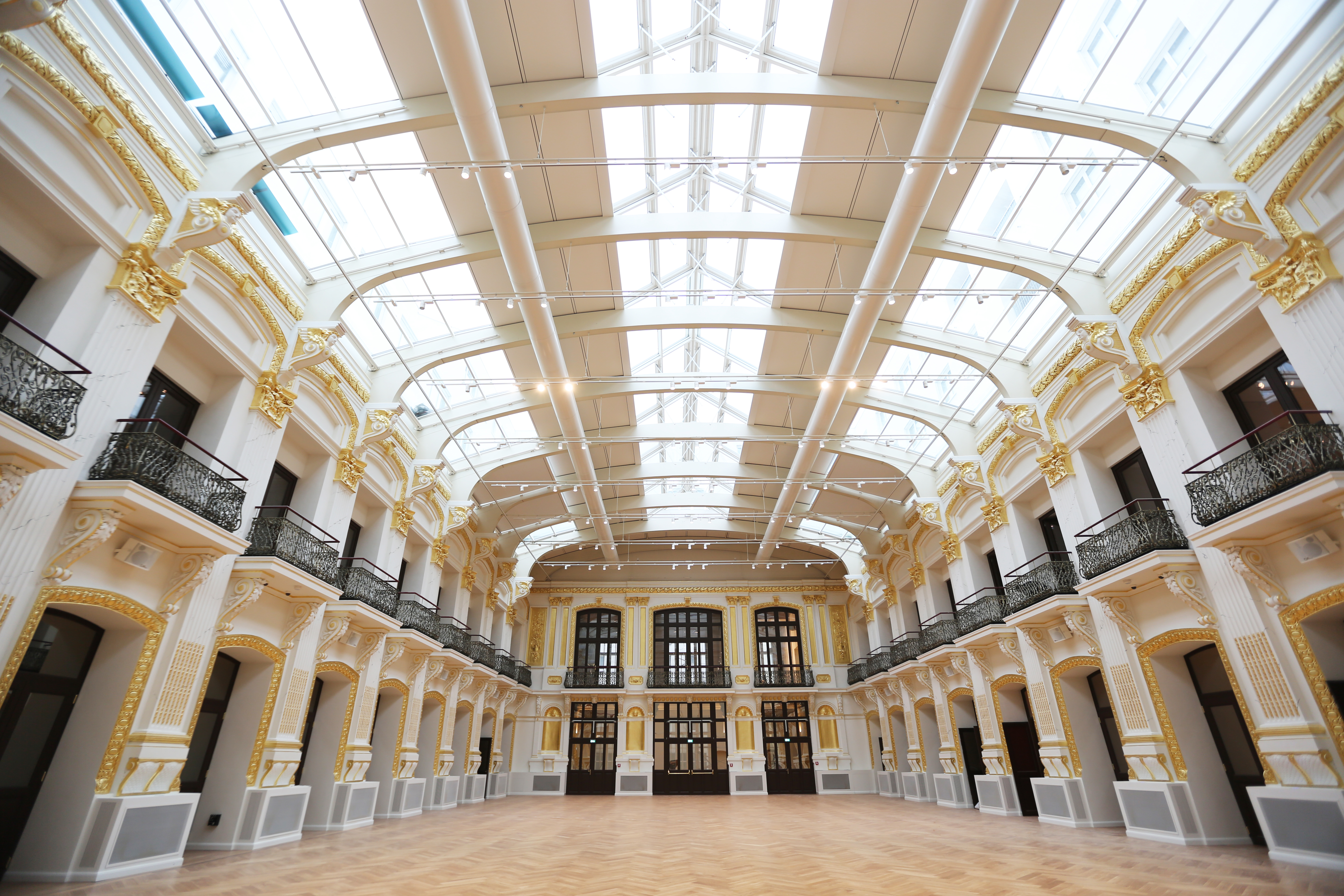
新築されたゾフィエンザールの内装

2001年8月16日、失火により大部分が焼失し、廃墟となった。2012年に取り壊された。
のちに復元された。外観は従来のままであり、また名称も「ゾフィエンザール」を引き継いでいる。ホテルやレストラン、スポーツジムなどを併設した複合商業施設となっている。